# Okkert Brits
Okkert Brits (Uitenhage, 22 agosto 1973) è un ex astista sudafricano, vicecampione mondiale a Parigi 2003 alle spalle di Giuseppe Gibilisco e, in precedenza, bronzo ai mondiali in sala di Barcellona 1995.
Fa parte del ristretto gruppo di astisti che in carriera ha superato la misura di 6 metri.

## Biografia
Vincitore in carriera anche di quattro titoli ai Campionati africani di atletica leggera e due volte 1º ed una volte 3º in Coppa del mondo,
Nel 1997, invitato fuori-concorso, con 5,60 msi è aggiudiucato la gara di salto con l'asta valida per i Campionati italiani assoluti di atletica leggera indoor, anche se il titolo italiano è andato al 2º classificato Andrea Giannini .

## Palmarès
| Anno | Manifestazione  | Sede       | Evento           | Risultato | Prestazione | Note                                     |
| ---- | --------------- | ---------- | ---------------- | --------- | ----------- | ---------------------------------------- |
| 1995 | Mondiali indoor | Barcellona | Salto con l'asta | Bronzo    | 5,75 m      |                                          |
| 2003 | Mondiali        | Roma       | Salto con l'asta | Argento   | 5,85 m      | Miglior prestazione personale stagionale |